# El Puig de Sant Salvador
El Puig de Sant Salvador és una masoveria d'Oristà (Lluçanès) inclosa a l'Inventari del Patrimoni Arquitectònic de Catalunya.

## Descripció
Casa de planta rectangular, que consta de planta baixa i pis amb murs de pedra irregular i morter, coberta amb una teulada a doble vessant orientada a la façana principal. Les façanes mantenen part de l'arrebossat, la porta d'entrada és adovellada i les finestres tenen llinda, brancals i ampits de pedra picada. Al lateral esquerra de la façana hi ha adossades les restes del que va ser una antiga cort de bestiar.

## Història
El Puig de Sant Salvador és una masoveria del Mas Vilaroger.
El fogatge fet a Oristà el 1553, conservat a l'arxiu de la Corona d'Aragó, conté un llistat de noms que es poden identificar amb algunes de les masies del terme. Entre ells s'anomena a Luy Solà que està la Puig de Sant Salvador.